# Pedicularis langsdorffii
Pedicularis langsdorffii är en snyltrotsväxtart. Pedicularis langsdorffii ingår i släktet spiror, och familjen snyltrotsväxter.

## Underarter
Arten delas in i följande underarter:
- P. l. arctica
- P. l. langsdorffii